# 丘美丈二郎
丘美 丈二郎（おかみ じょうじろう、1918年〈大正7年〉10月31日 - 2003年〈平成15年〉12月11日）は、日本の探偵小説作家、SF作家。『地球防衛軍』など東宝の特撮映画の原作者としても知られる。本職は航空自衛隊および民間航空会社のテストパイロット。
大阪府出身。本名は兼弘 正厚。
ペンネームは、俳優の岡譲司に似ていると言われたことと、海野十三を愛好していたことから、海野のペンネームの一つである丘 丘十郎と岡の名をもじったものである。旧表記は丘見丈二郎。書籍『東宝特撮映画全史』では昭和30年代に現在の筆名に改名したと記述していたが、丘美自身は「丘見」表記は誤字であるとしている。資料によっては、名前の読みを「たけじろう」と誤記しているものもあった。

## 略歴
大阪で生まれたが、父親がケンブリッジ大学へ留学したことから、幼少期を父の実家である鹿児島ですごす。その後、父の帰国に伴い、小学生時に大阪へ戻る。
大阪高等学校 (旧制)、東京帝国大学工学部航空学科卒業。
大日本帝国海軍に技術士官として入隊し、航空機の設計に携わったことから飛行訓練も受ける。戦後、GHQ大阪軍政部、松下電器、東洋航空工業を経て、航空自衛隊に入隊。実験航空隊でテストパイロットを務めた。1968年に除隊した後は、コンピュータソフトのシミュレーションを経て、民間会社のテストパイロットに従事。1975年に退職した後は航空技術関係の翻訳に携わった。
作家としては1949年、ミステリーの専門雑誌、『宝石』の「百万円コンクール」で短編「翡翠荘綺談」がC級短編三席入選、1954年には「鉛の小函」が第7回探偵作家クラブ賞の新人奨励賞となる。執筆のきっかけは、終戦後に売れていった探偵小説に粗悪なものが多く、この程度なら自身でもかけるだろうと思ったことであった。また、「鉛の小函」には当時の世の中への反感も込めていたという。SF的要素を含む作品を得意とするが、本人は「SS」（サイエンティックストーリー）と自負しており、全て科学的根拠に基づいて執筆していると語っている。SF小説の愛読者でもあった東宝のプロデューサー田中友幸の依頼により東宝特撮映画の原作を手掛けた。
生涯、職業作家にはならず、定年するまで航空自衛官、民間テストパイロットの本業の余技として執筆した。そのことについて「〈趣味〉とは十人十色ではあるが各々の人生にとつてはもつと意味のある重要なものです。趣味は手段ではなく目的の一種です」と述べている。

## 特撮映画の原作について
原作者としてクレジットされているのは、『地球防衛軍』『宇宙大戦争』『妖星ゴラス』『宇宙大怪獣ドゴラ』の4本。
丘美本人によれば、東宝プロデューサーの田中友幸の弟とは知り合いで、その縁で田中自らが丘美の勤務先であった仙台の自衛隊基地に出向いてきて『地球防衛軍』の原作を依頼してきたという。この時は雑誌連載の可能性も考慮し、小説として執筆された。400字詰原稿用紙200枚ほどの長さでり、田中が出版のために尽力したが、長すぎるとして実現には至らなかった。映画化にあたっては、潤色とクレジットされている香山滋が協力。
原作では『地球防衛軍』のモゲラや『ゴラス』のマグマなどの怪獣キャラクターは登場していない。『ゴラス』では、田中がわざわざ怪獣を出すことの了解を得に来たという。
4作品の監督を務めた本多猪四郎は、丘美は浜松在住で多忙でもあったため映画の打ち合わせには参加しておらず、直接対面したのは1、2回程度であったという。

## 主な作品
- 翡翠荘綺談
- 勝部良平のメモ
- 二十世紀の怪談
- 左門谷
- 汽車を招く少女（鮎川哲也編『急行出雲』光文社文庫 所収）
- 鉛の小函
- ワルドシュタインの呪い（鮎川哲也編『戦慄の十三楽章』講談社文庫 所収）
- 波
- 地球防衛軍 - 『地球防衛軍』（1957年 本多猪四郎監督）原作
- 宇宙大戦争 - 『宇宙大戦争』（1959年 本多猪四郎監督）原作
- 妖星ゴラス - 『妖星ゴラス』（1962年 本多猪四郎監督）原作
- スペース・モンス - 『宇宙大怪獣ドゴラ』（1964年 本多猪四郎監督）原作

## 著書
- 横井司監修『丘美丈二郎探偵小説選 I』論創社〈論創ミステリ叢書 69〉、2013年11月。 ISBN 978-4-8460-1283-0
- 横井司監修『丘美丈二郎探偵小説選 II』論創社〈論創ミステリ叢書 70〉、2013年12月。 ISBN 978-4-8460-1298-4

題名は「小説選」となっているが事実上の全集であり、随筆・評論等も収録されている。

## 主な受賞歴
- 1949年 「翡翠荘綺談」 宝石C級短編コンクール 三席入賞
- 1950年 「勝部良平のメモ」 宝石B級中編コンクール 二席入賞
- 1954年 「鉛の小函」 第7回探偵作家クラブ賞 新人奨励賞

## 参考資料
- 『東宝特撮映画全史』監修 田中友幸、東宝出版事業室、1983年12月10日。ISBN 4-924609-00-5。
- 「丘美丈二郎インタビュー」『キングコング対ゴジラ/地球防衛軍』東宝出版事業室〈東宝SF特撮映画シリーズ VOL.5〉、1986年3月1日、155-157頁。ISBN 4-924609-16-1。